# Џордан Теодор
Џордан Теодор (енгл. Jordan Theodore; Инглвуд, 11. децембар 1989) амерички је кошаркаш. Игра на позицији плејмејкера. Као натурализовани кошаркаш је наступао за репрезентацију Македоније.

## Биографија
Колеџ кошарку је играо на универзитету Сетон Хал од 2008. до 2012. године након чега није изабран на НБА драфту. Први професионални клуб му је била турска Анталија, за коју је наступао у сезони 2012/13. Током лета 2013. године је играо у Порторику и Доминиканској Републици након чега је у сезони 2013/14. наступао за турски Мерсин. У јануару 2015. је прешао у француски Бург до краја сезоне 2014/15. У сезони 2015/16. је играо за Скајлајнерс Франкфурт и са њима је освојио ФИБА Куп Европе. У сезони 2016/17. је играо за Банвит и са њима је освојио Куп Турске а био је проглашен и најкориснијим играчем финалне утакмице. Такође је у овој сезони био и најкориснији играч ФИБА Лиге шампиона. У сезони 2017/18. је играо за Олимпију из Милана. Са клубом из Милана је освојио прво Суперкуп Италије (проглашен најкориснијим играчем Суперкупа) а на крају сезоне је освојио и национално првенство. У јануару 2019. године је потписао за АЕК из Атине. Са њима је у фебруару 2019. освојио Интерконтинентални куп а добио је и награду за најкориснијег играча овог турнира. Крајем јула 2019. је потписао уговор са турским Бешикташем. Крајем 2019. напушта Бешикташ и прелази у УНИКС из Казања, где остаје до краја 2019/20. сезоне. У новембру 2020. се вратио у УНИКС, потписавши уговор до краја 2020/21. сезоне. У јуну 2021. је договорио сарадњу са јапанским Алварк Токијом, али за овај клуб није заиграо пошто није прошао лекарске прегледе. У јануару 2022. је потписао уговор са италијанском Венецијом до краја 2021/22. сезоне.
Током 2017. године је добио држављанство Републике Македоније како би могао да игра за репрезентацију ове земље. За Македонију је играо у квалификацијама за Светско првенство 2019. године.

## Успеси

### Клупски
- Скајлајнерс Франкфурт:
  - ФИБА Куп Европе (1): 2015/16.
- Банвит:
  - Куп Турске (1): 2017.
- Олимпија Милано:
  - Првенство Италије (1): 2017/18.
  - Суперкуп Италије (1): 2017.
- АЕК Атина:
  - Интерконтинентални куп (1): 2019.

### Појединачни
- Најкориснији играч ФИБА Лиге шампиона (1): 2016/17.
- Идеални тим ФИБА Лиге шампиона — прва постава (1): 2016/17.
- Најкориснији играч Интерконтиненталног купа (1): 2019.
- Најкориснији играч Суперкупа Италије (1): 2017.
- Најкориснији играч финала Купа Турске (1): 2017.